# Tarachaster tenuis
Tarachaster tenuis är en sjöstjärneart som beskrevs av Fisher 1913. Tarachaster tenuis ingår i släktet Tarachaster och familjen Ganeriidae. Inga underarter finns listade i Catalogue of Life.